# Faucon-du-Caire
Faucon-du-Caire é uma comuna francesa na região administrativa da Provença-Alpes-Costa Azul, no departamento dos Alpes da Alta Provença. Estende-se por uma área de 19,93 km². Em 2010 a comuna tinha 58 habitantes (densidade: 2,9 hab./km²).